# تالس هلند
تالس هلند (انگلیسی: Thales Nederland) شرکت صنایع جنگ‌افزاری هلندی است، که در سال ۱۹۲۲ تأسیس شد.